# ميلو فينتر
ميلو فينتر (بالإنجليزية: Milo Winter)‏ هو رسام توضيحي أمريكي، ولد في 7 أغسطس 1888 في إلينوي في الولايات المتحدة، وتوفي في 15 أغسطس 1956.

## معرض صور

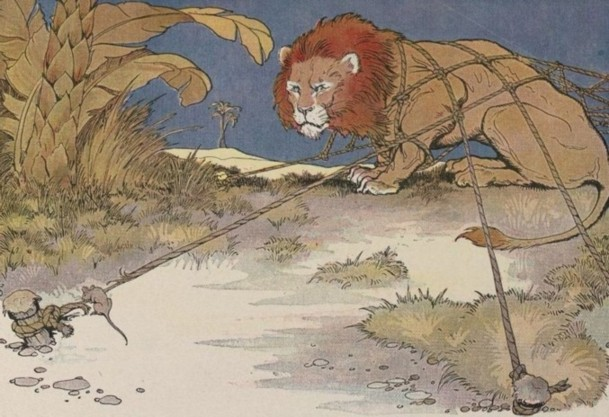
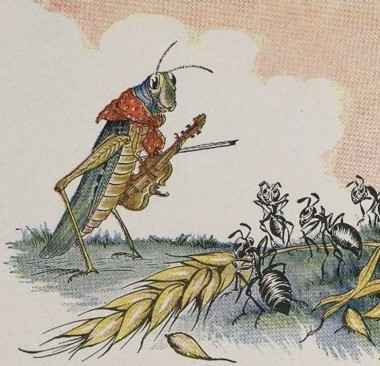
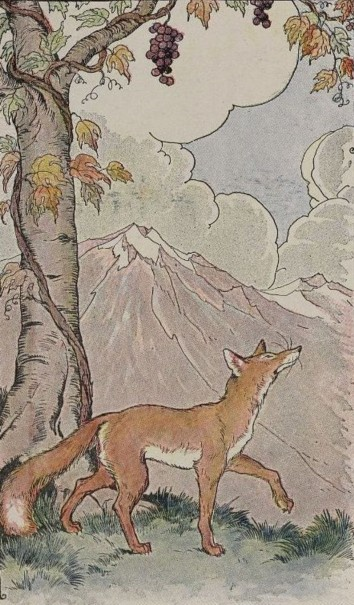